# Captain Dynamo
Captain Dynamo, presentato anche solo come Dynamo su schermo, è un videogioco a piattaforme pubblicato nel 1992 per i computer Amiga, Amstrad CPC, Atari ST, Commodore 64, MS-DOS e ZX Spectrum dalla Codemasters. Il protagonista è un supereroe che ha solo l'abilità di fare grandi salti e deve salire attraverso complicati scenari a scorrimento verticale.
Nel 1994 erano previste versioni per console Mega Drive e Game Gear, ma non furono mai realizzate.
Nel 2006 Telcogames e Codemasters Mobile realizzarono una versione ufficiale per Symbian OS.
Un seguito a scorrimento orizzontale, Captain Dynamo 2, entrò in sviluppo nel 1993 per Commodore 64, ma fu abbandonato dalla Codemasters per l'imminente obsolescenza di quel sistema. Lo sviluppo arrivò a uno stadio avanzato ed è stata recuperata un'anteprima funzionante del gioco  molti anni dopo.

## Trama
Secondo il manuale, il supercattivo Austen von Flyswatter (lett. "schiacciamosche") ha rubato la più grande collezione di diamanti del mondo e si è rifugiato nel suo covo sulla luna, pieno di trappole. Captain Dynamo, anziano supereroe in pensione da molti anni, viene richiamato per recuperare i diamanti.

## Modalità di gioco
Il gioco si svolge dentro sotterranei bidimensionali con scorrimento verticale, dove partendo dal fondo bisogna raggiungere la cima. Si controlla capitan Dynamo che è un supereroe con tuta, mantello ed elmo a punta (nelle versioni per Amiga, ST e DOS a video ha un elmo a due punte, sebbene in copertina ne abbia sempre una).
Dynamo è disarmato, può andare a destra e sinistra sulle piattaforme, fare grandi salti e abbassarsi. Il salto si può fare anche potenziato, ad altezza leggermente superiore, e si può direzionare durante il volo. Nella versione Commodore 64, nonostante abbia lo stesso manuale, non sono disponibili l'abbassamento e il salto potenziato.
In ogni livello sono sparsi una cinquantina di diamanti, da raccogliere per ottenere punteggio, ma non è obbligatorio raccoglierli tutti. Lo scopo di fatto è soltanto raggiungere l'uscita, un teletrasporto in cima allo scenario.
Il gioco consiste prevalentemente nell'effettuare salti precisi con il giusto tempismo, per affrontare ostacoli a volte ingegnosi.
Tra gli elementi degli scenari ci sono nastri trasportatori, seghe circolari, ganci ai quali Dynamo si può appendere per farsi trasportare, respingenti stile flipper, pozze liquide letali, piattaforme mobili, punte acuminate letali, trampolini per saltare più in alto, pavimenti magnetici che rallentano.
Si possono incontrare alcuni nemici viventi sotto forma di mostricciatoli vari che si muovono in modo ripetitivo. Dynamo li può eliminare saltandoci sopra. Anche questa possibilità di uccidere i nemici non è disponibile su Commodore 64.
Toccare uno dei molti pericoli causa la perdita di una vita. Lungo il percorso ci sono punti di ripartenza, sotto forma di oggetti da raccogliere, che permettono di ricominciare da lì anziché da inizio livello dopo la perdita di una vita.
Ci sono in tutto sei livelli, tutti della stessa altezza ma di diversa conformazione, più alcune stanze segrete piene di diamanti, sotto forma di schermi singoli o di brevi livelli a scorrimento a seconda della versione. Pur con le evidenti differenze tra le versioni per computer a 8 bit e a 16 bit, la conformazione dei livelli è all'incirca la stessa in tutte, tranne che su Commodore 64 dove almeno all'inizio lo scenario è del tutto diverso (il livello 1 somiglia piuttosto al livello 6 delle altre versioni).

## Accoglienza
Captain Dynamo per ZX Spectrum ricevette a suo tempo alcune recensioni molto positive dalla stampa europea, con voti complessivi tra l'80% e il 90%.
Le versioni per le altre piattaforme però non ebbero altrettanto successo di critica e ricevettero giudizi variabili, con medie più ordinarie.
La versione Commodore 64 fu probabilmente la meno apprezzata, soprattutto per via dell'eccessiva difficoltà; in questa versione già il secondo ostacolo da superare, che comporta una lunga serie di rimbalzi tra respingenti, può essere frustrante.
L'alta difficoltà del gioco, anche se non come difetto, fu segnalata a volte anche per le versioni ZX Spectrum e Amstrad CPC.